# Поле (сільське господарство)

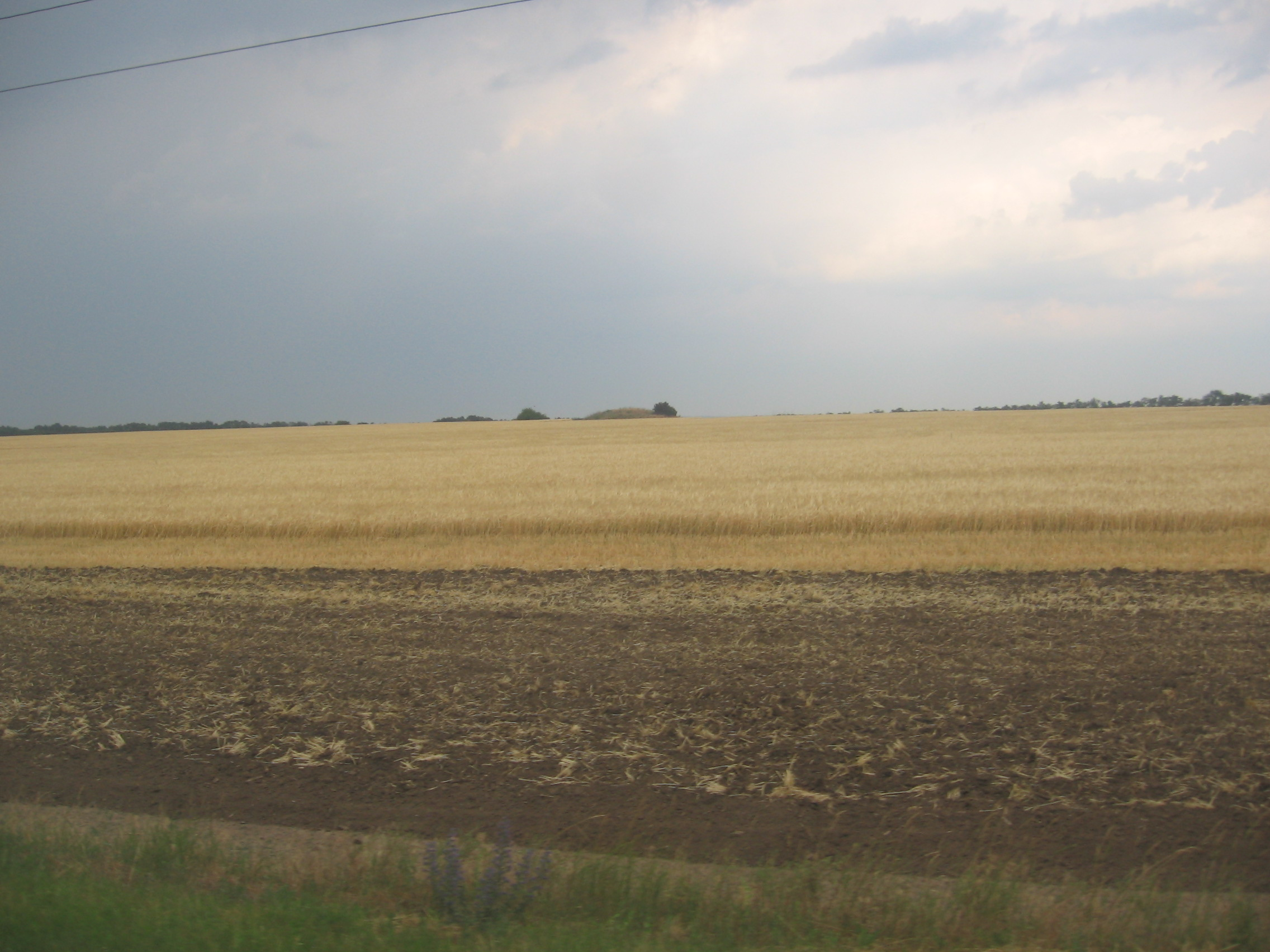
Поле пшениці. Дніпропетровщина.

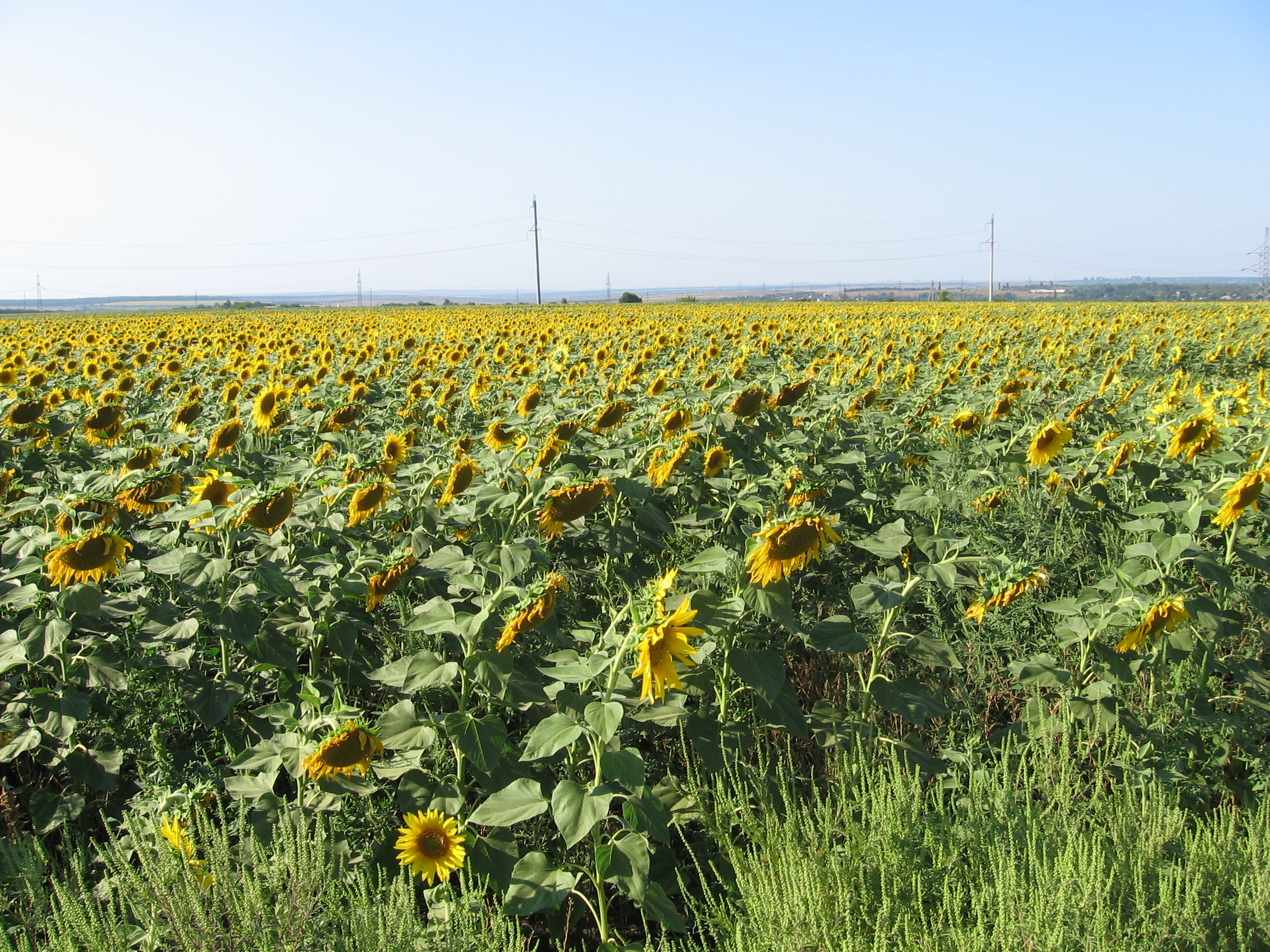
Поле соняшника. Донеччина.

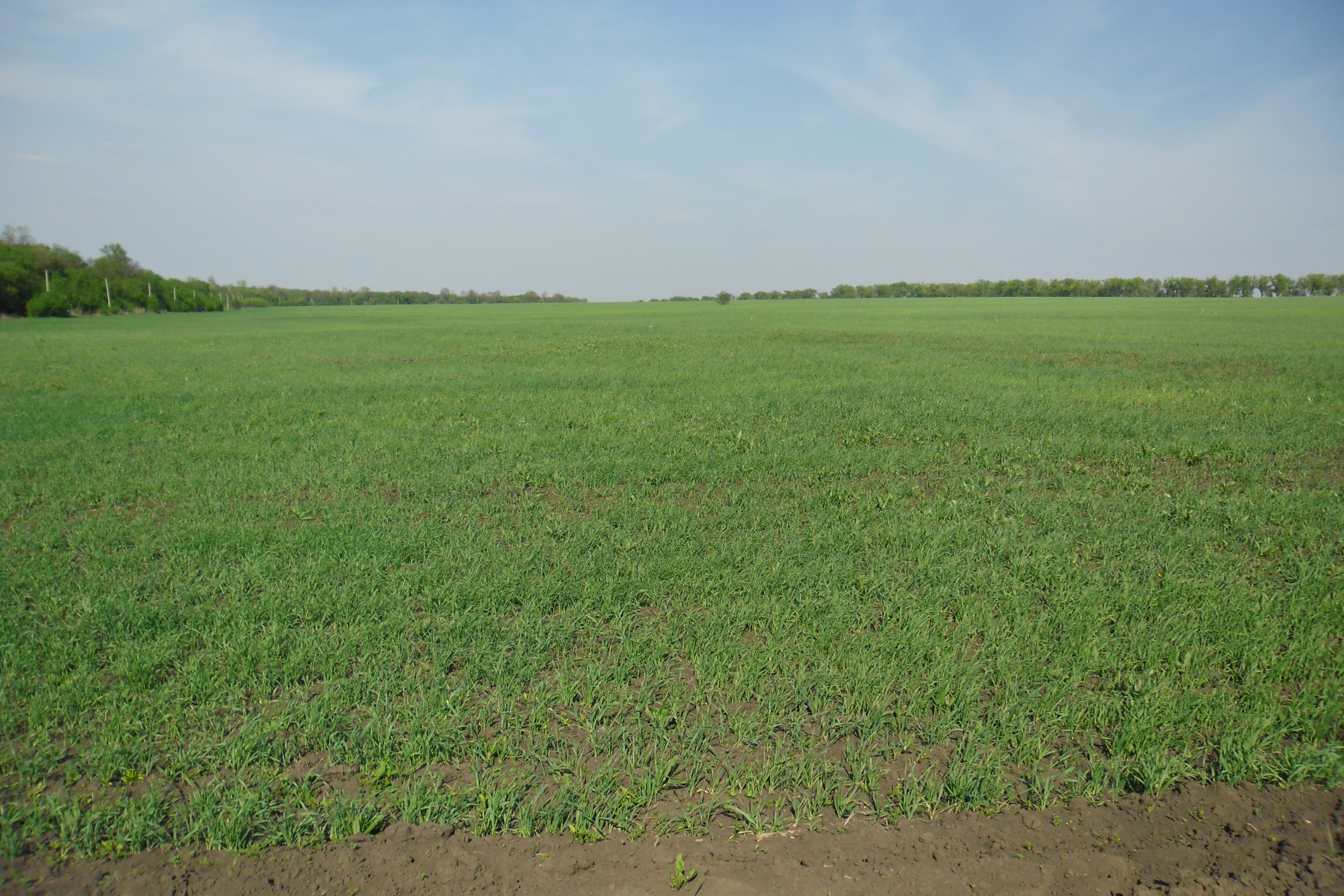
Поле озимини. Запоріжчина.

По́ле — ділянка землі (іноді її використовують під посіви).

## Відновлення занедбаних полів
Ґрунти, які довго не обробляли, а до того роками живили хімічними добривами, називають «мертвими». Їх відновлюють сидератами. Засівають жовту або білу гірчицю. Скошують, тільки-но викине цвіт. За два-три роки сидерати повністю виводять хімію із землі.
На занедбаному полі в перший рік обробітку найкраще посадити кавуни, гарбузи чи інші баштанні. Бадилля заглушить бур'яни. Наступного року їх буде менше. Перегнилі рослини розпушать землю. 

## Світлини

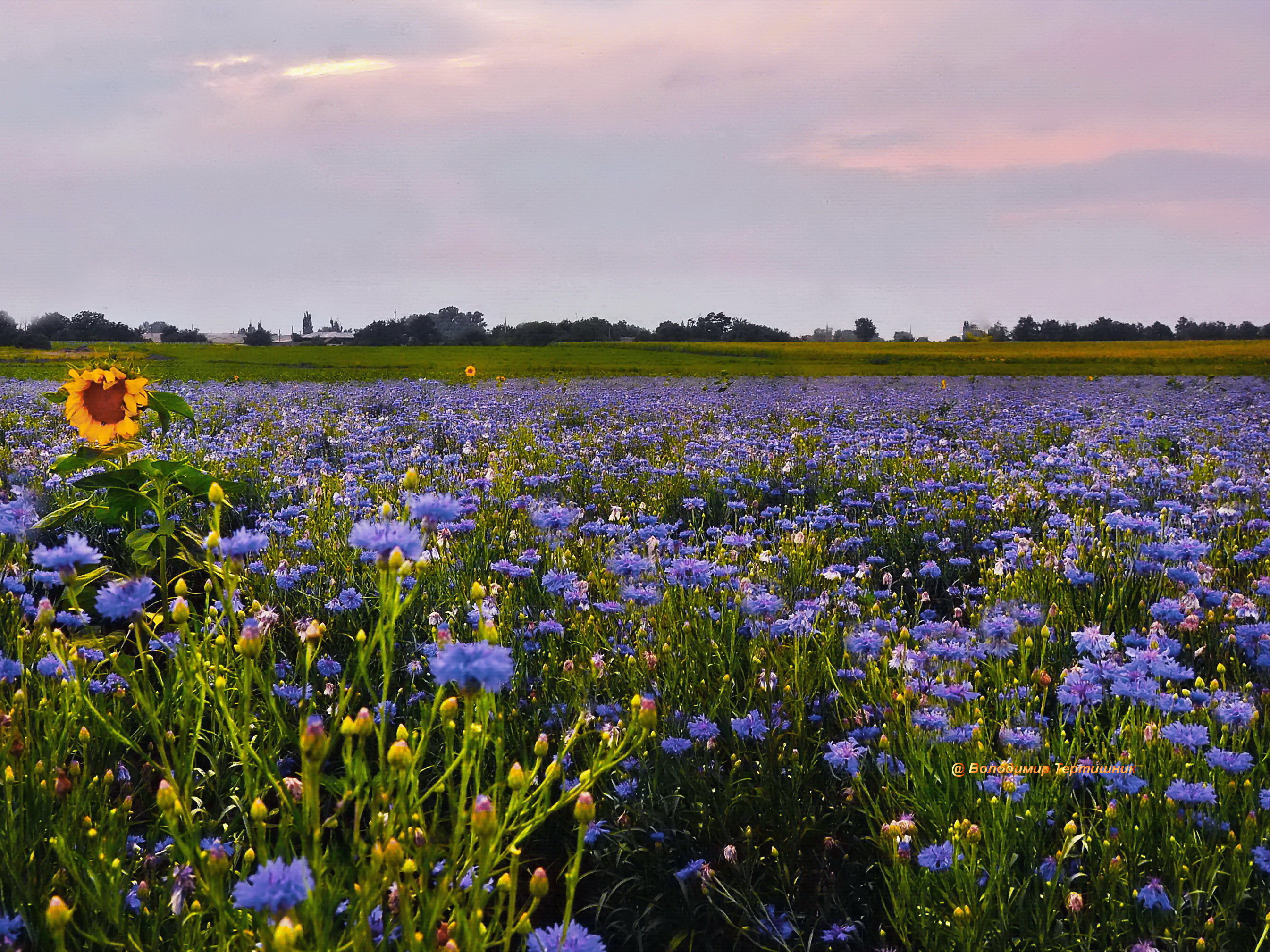
Поле за селом
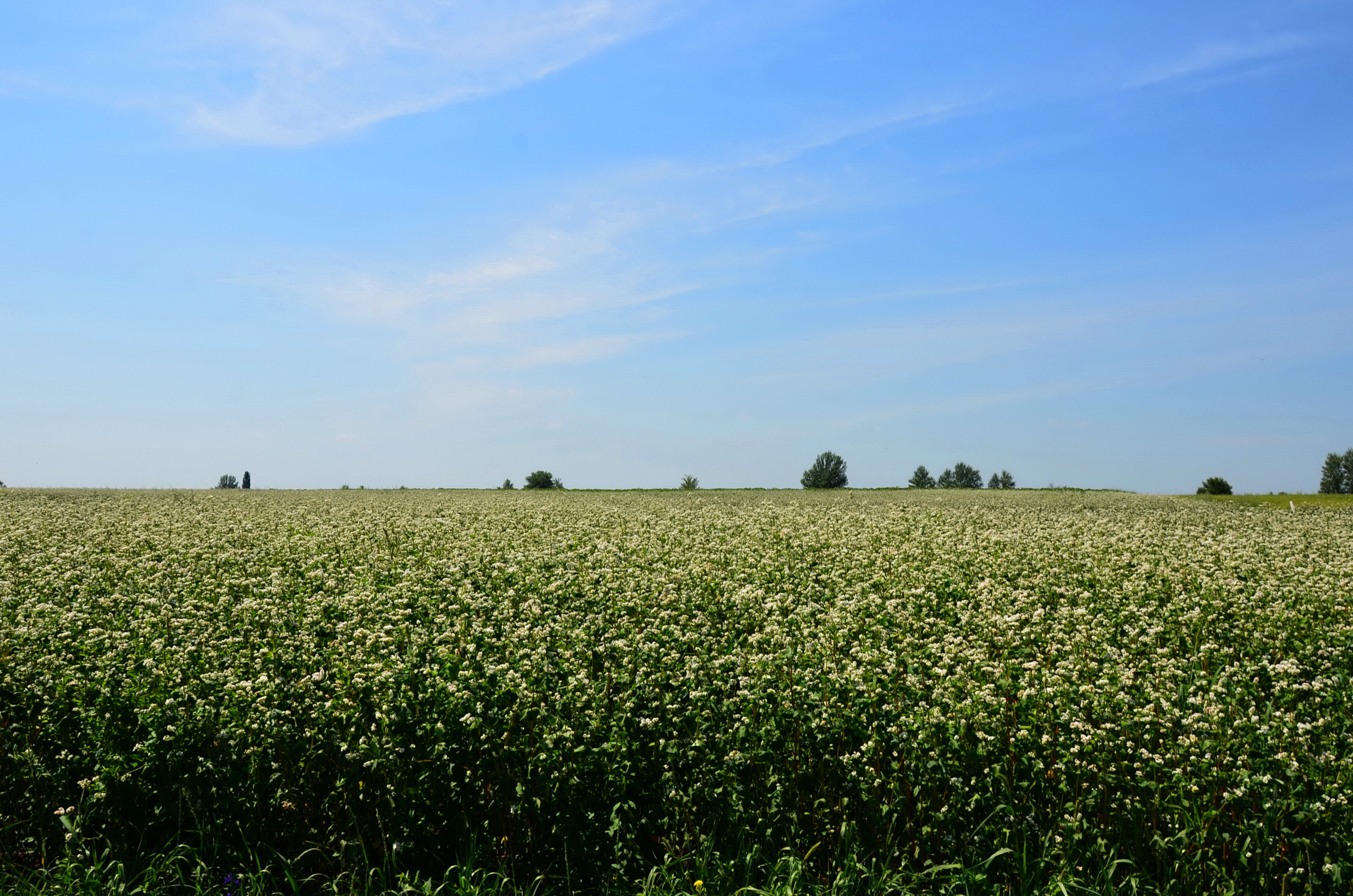
Поле гречки
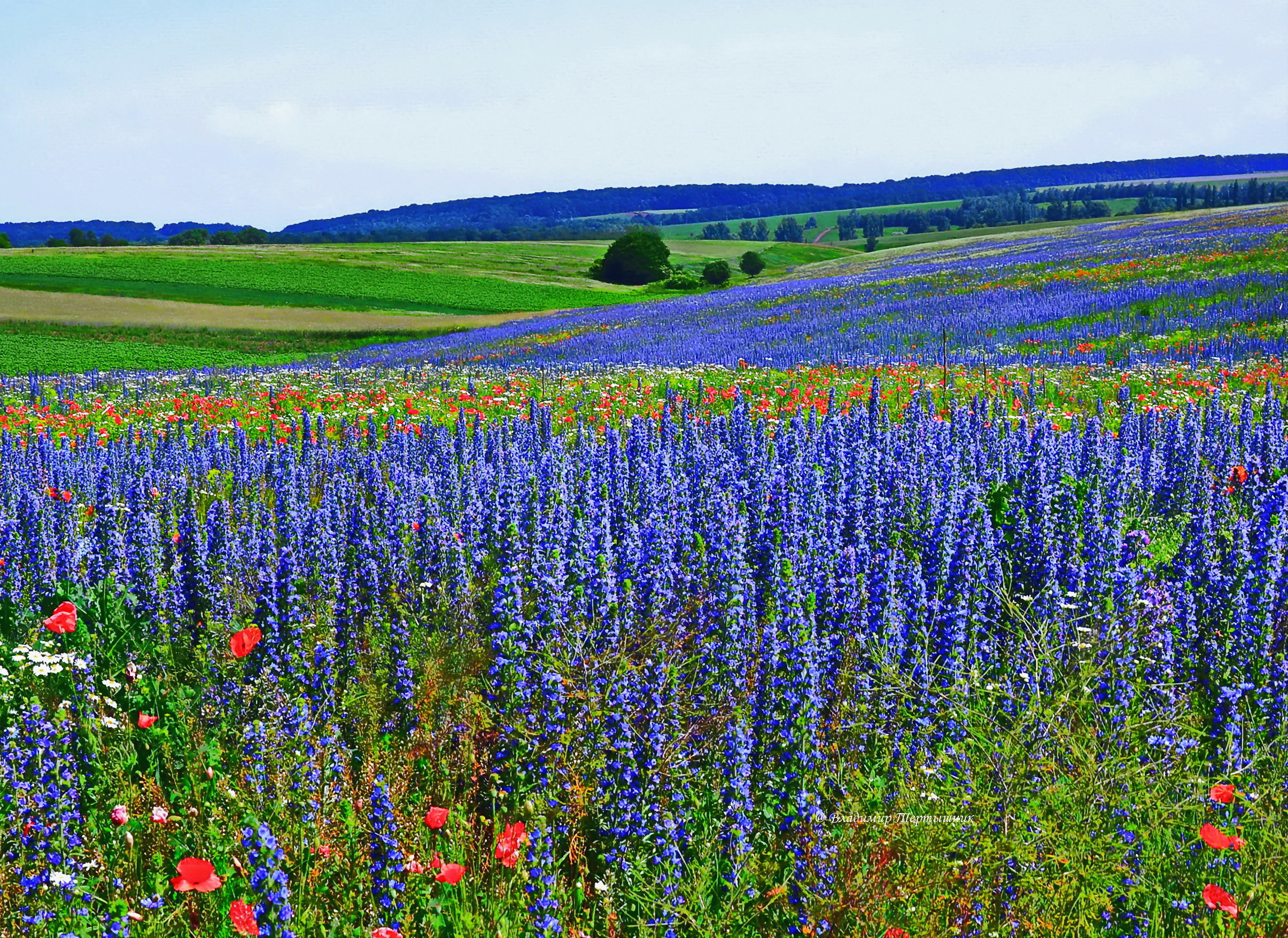
Поля Сумщини
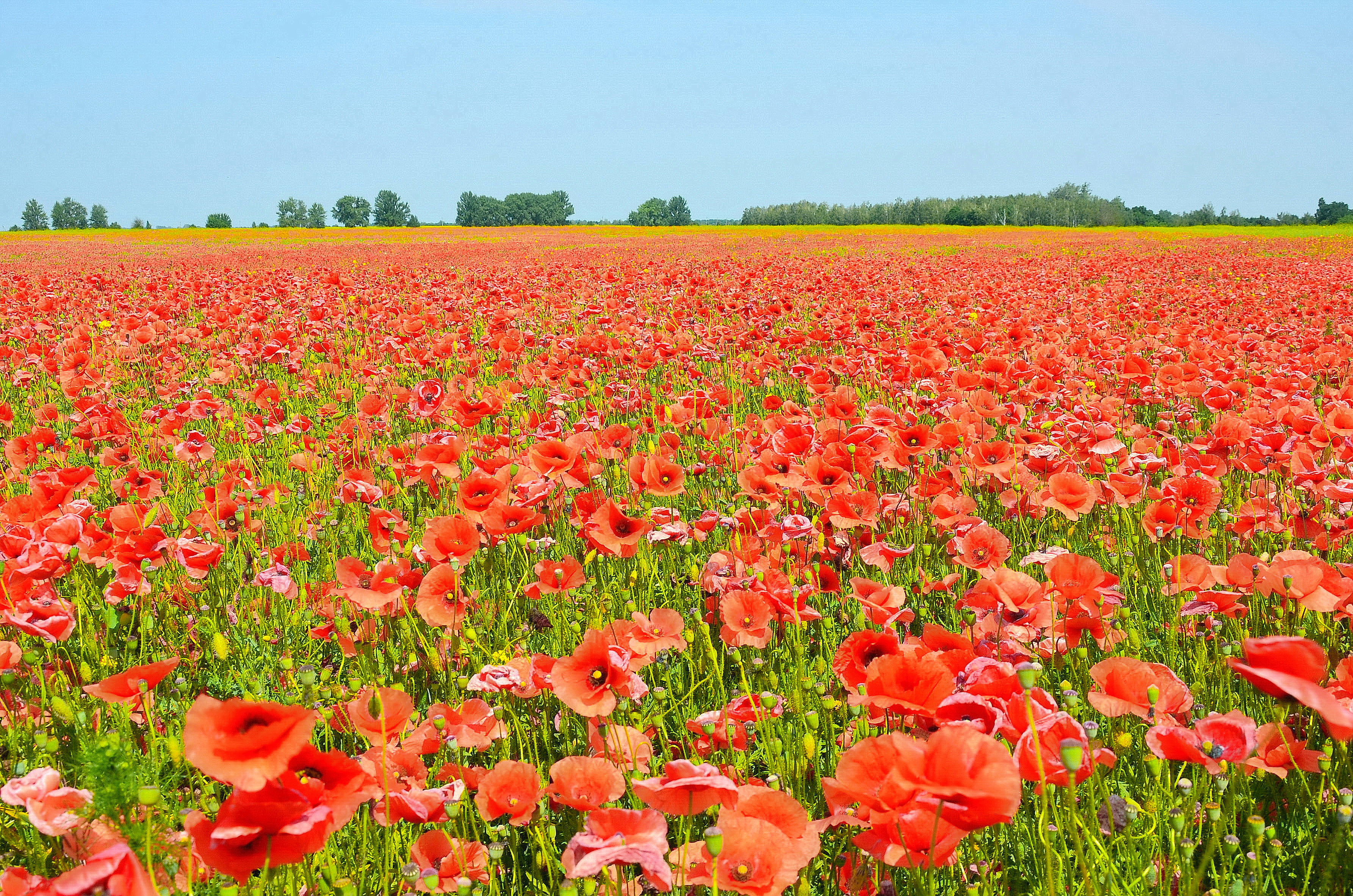
Макові  поля України
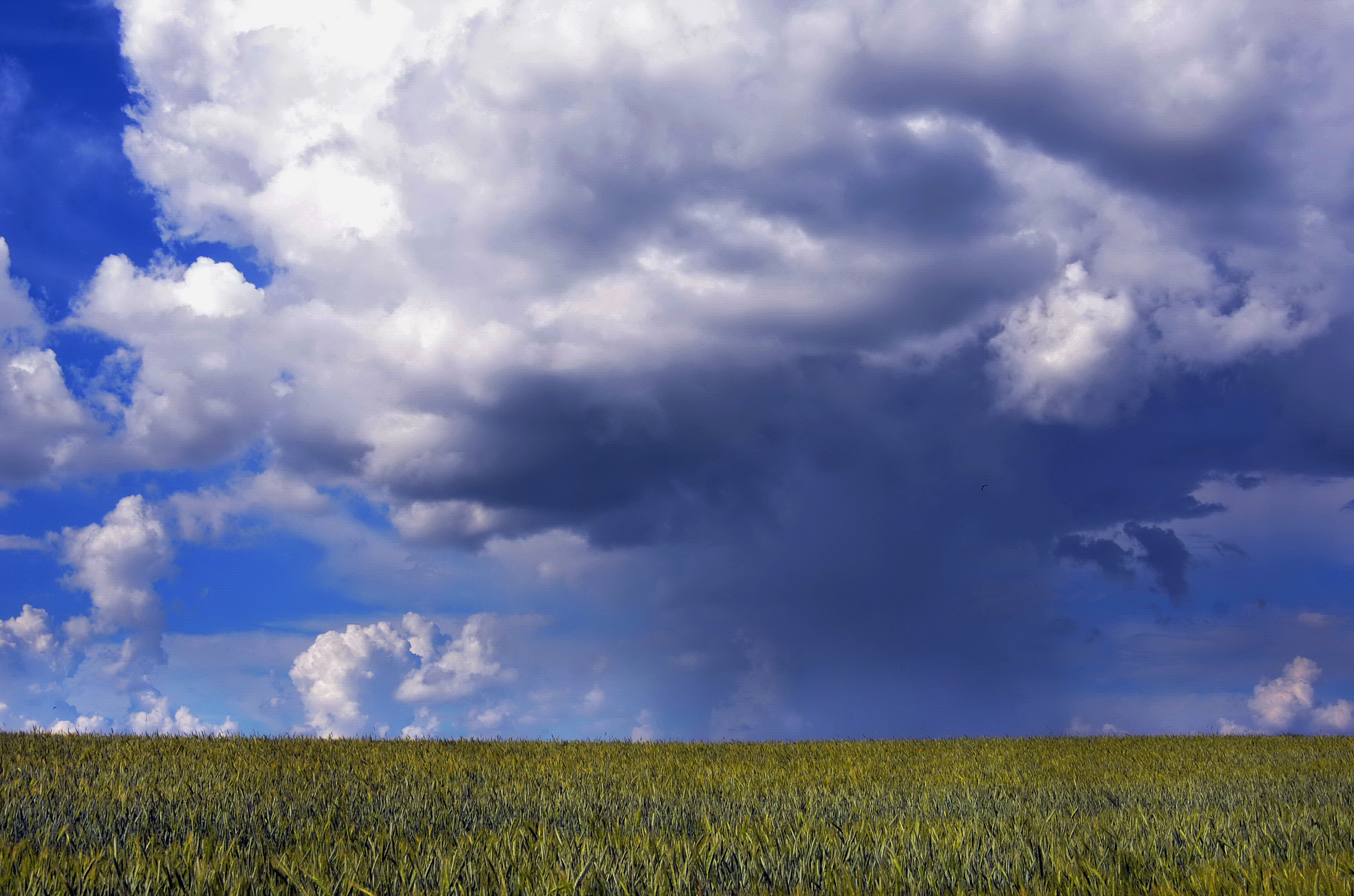
Хлібне поле на Січеславщині
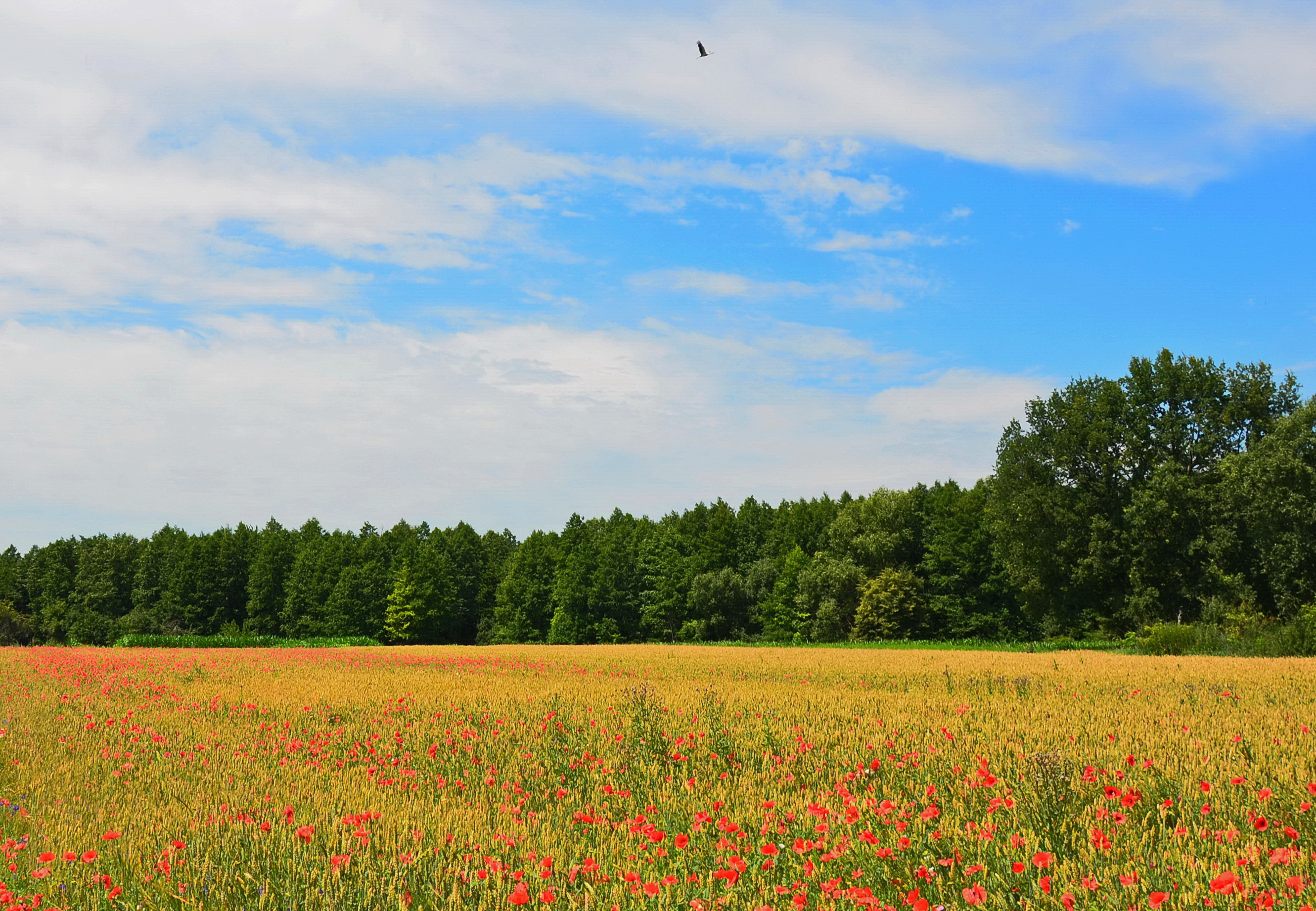
Поле в с. Капустинці
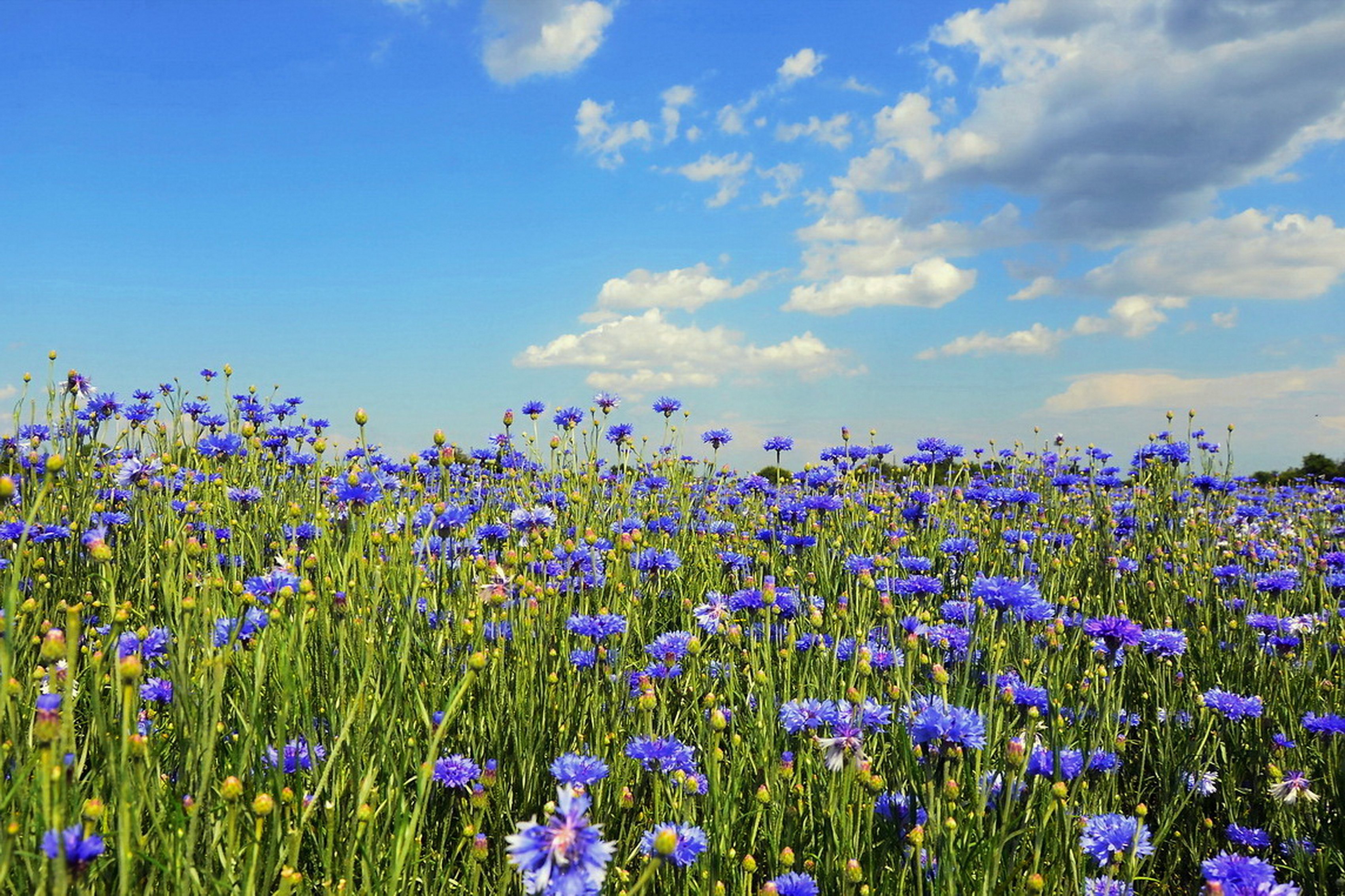
Поле волошкове
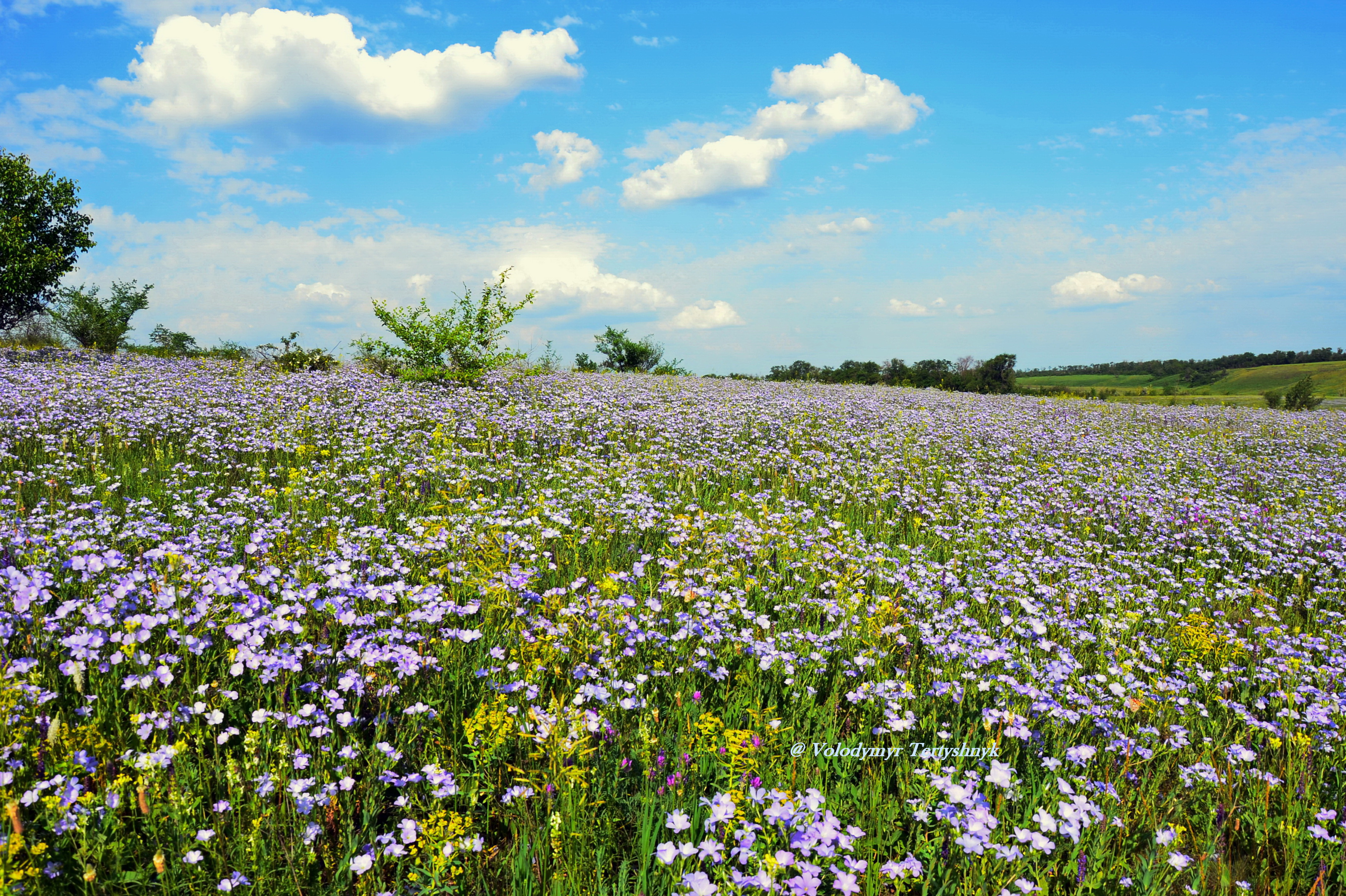
Поле льону